# حمض المونتانيك
حمض المونتانيك (أو حسب التسمية النظامية حمض الأوكتاكوسانويك) هو حمض كربوكسيلي له الصيغة الكيميائية C28H56O2، والتي يمكن كتابتها على الشكل CH3(CH2)26COOH. ويكون على شكل صلب أبيض اللون. ينتمي حمض المونتانيك إلى الأحماض الدهنية المشبعة.

## الوفرة الطبيعية
لا ينتشر حمض المونتانيك في الطبيعة بشكل كبير، إذ توجد منه آثار في تركيب شمع مونتان وذلك على شكل إستر مع كحولات ذات سلاسل ألكانية طويلة C-24 و C-26 و C-28؛ بالإضافة إلى وجود آثار منه أيضاً في شمع النحل والشمع الصيني. يمكن أيضاً استخلاص حمض المونتانيك من الفحم البني.

## الخواص
يوجد المركب في الشروط القياسية على هيئة مادة صلبة، ذات لون أبيض، وهي غير منحلة عملياً في الماء، لكنها تذوب في المذيبات العضوية.

## الاستخدامات
سابقاً كان المركب يستخدم على شكل إستر من ضمن الإضافات الغذائية، وذلك تحت رقم إي E 912، وذلك حتى تاريخ الأول من أكتوبر/تشرين الأول سنة 2014، إذ لم يعد مسموحاً استخدامه بعد ذلك.